# Dicaelotus coxaecarinatus
Dicaelotus coxaecarinatus är en stekelart som beskrevs av Diller 1987. Dicaelotus coxaecarinatus ingår i släktet Dicaelotus och familjen brokparasitsteklar. Inga underarter finns listade i Catalogue of Life.